# Kaap Agulhasvuurtoren

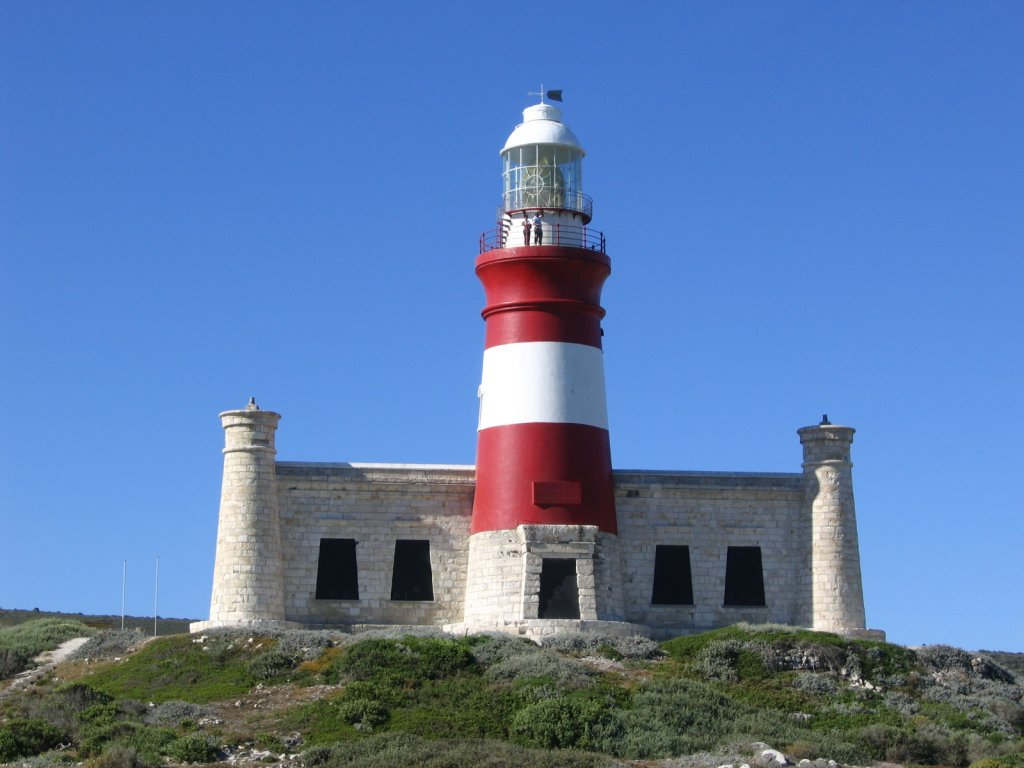
De oude Kaap Agulhasvuurtoren

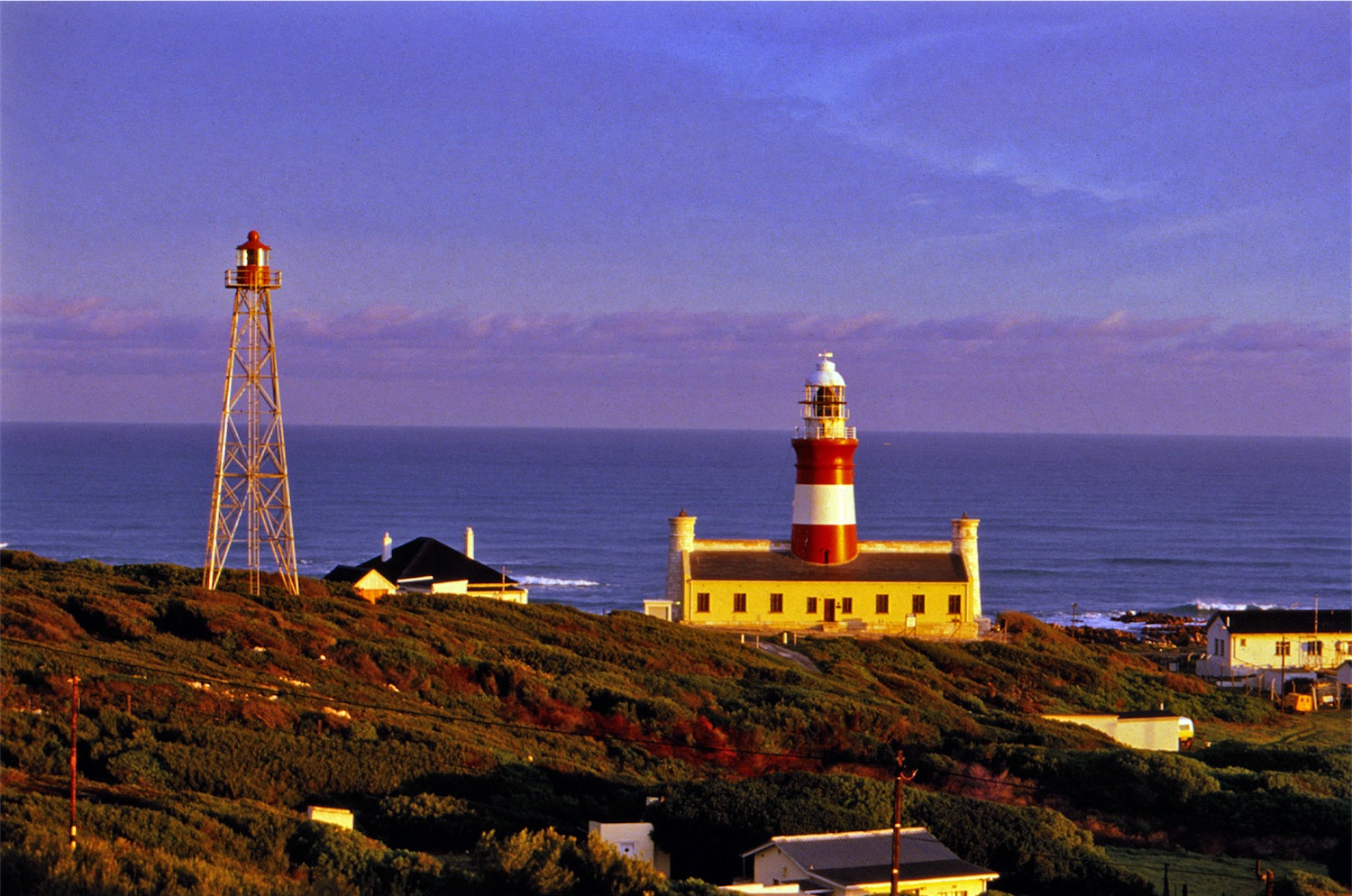
De nieuwe en oude vuurtoren

De Kaap Agulhasvuurtoren is een vuurtoren in de buurt van Kaap Agulhas, het zuidelijkste punt van Afrika.

## Oude vuurtoren
De vuurtoren, die op 1 maart 1849 in gebruik werd genomen, is 27 meter hoog en is geverfd in wit-rode strepen. 
In 1840 is in Kaapstad begonnen met een geldinzameling voor de bouw van een vuurtoren bij Kaap Agulhas. De bijdragen van de bevolking en overheden werden aangevuld met bijdragen uit Calcutta, Bombay, Madras, Manilla, Sint-Helena en Londen. De bouw begon op 1 april 1847 en de vuurtoren was in december 1848 voltooid. In 1905 werd de vetlamp vervangen door een olielamp die in 1914 verbeterd is met een roterend stelsel. In 1936 schakelde men over op een elektrische lamp. In 1968 werd de vuurtoren uit dienst genomen en in 1988 volgde een restauratie. De zandsteen, waaruit de toren gebouwd is, werd vernieuwd. 
De toren is in 1973 tot Nationaal Monument verklaard. In 1988 werd de oude vuurtoren afgebeeld op een Zuid-Afrikaanse postzegel met waarde 40 c. In de vuurtoren bevindt zich een vuurtorenmuseum.

## Nieuwe vuurtoren
In 1968 werd er een nieuwe aluminium vuurtoren nabij de oude toren opgericht. Het licht van deze vuurtoren is tot 26 mijl op zee zichtbaar.